# Volodymyr Veremjejev
Volodymyr Hryhorovyč Veremjejev (in ucraino Володимир Григорович Веремєєв?, in russo Владимир Григорьевич Веремеев?, Vladimir Grigor'evič Veremeev; Spassk-Dal'nij, 8 novembre 1948) è un ex calciatore sovietico dal 1991 ucraino, di ruolo centrocampista.

## Carriera
Dopo aver trascorso un paio di stagioni a Kirovohrad in un club di seconda divisione, è notato e prelevato dalla Dinamo Kiev. Tra il 1968 e il 1982 fa parte della Dinamo Kiev allenata prima da Viktor Maslov e Aleksandr Sevidov e poi, dal 1974, dal colonnello Lobanovs'kyj, vincendo 7 campionati sovietici, 3 coppe nazionali, la Supercoppa sovietica del 1980, la Coppa delle Coppe e la Supercoppa UEFA nel 1975. Tra il 1973 e il 1979 è convocato nella Nazionale sovietica, prendendo parte alle Olimpiadi di Seul 1976 dove l'URSS conquista il bronzo.
Era uno dei migliori giocatori nella prima era di successi della Dinamo Kiev di Lobanovs'kyj, divenendo uno dei titolari inamovibili a centrocampo e il regista della squadra grazie a un destro educato, muovendosi continuamente tra attacco e difesa durante gli incontri, restando anche in difesa per organizzare meglio il gioco e assumendo talvolta il ruolo di libero. Inoltre batte tutti i calci da fermo.
Nel 1985 entra nello staff tecnico della Dinamo Kiev guidata da Valerij Lobanovs'kyj. Nel 1991 lo segue nella sua avventura negli Emirati. Nel 1993 diviene il vice-presidente della Dinamo Kiev, salvo poi ritornare agli ordini di Lobanovski durante la sua esperienza come CT del Kuwait. Dal 1997, torna con Lobanovs'kyj alla Dinamo Kiev in qualità di consulente.

## Palmarès

### Club

#### Competizioni nazionali
- Campionato sovietico: 7

Dinamo Kiev: 1968, 1971, 1974, 1975, 1977, 1980, 1981
- Coppa dell'URSS: 3

Dinamo Kiev: 1974, 1978, 1982
- Supercoppa sovietica: 1

Dinamo Kiev: 1980

#### Competizioni internazionali
- Coppa delle Coppe: 1

Dinamo Kiev: 1974-1975
- Supercoppa UEFA: 1

Dinamo Kiev: 1975